# Тилзитер
 Тази статия е за вида сирене.  За града Тилзит вижте Советск (Калининградска област).  
Тилзитер, известно и като Тилзит (на немски: Tilsiter) e сирене, което се произвежда в гр. Тилзит, Източна Прусия, Германия и в кантона Тургау, Швейцария.

## История
Сиренето Тилзитер започва да се произвежда в средата на ХІХ век в град Тилзит в Източна Прусия (след 1946 г.: Советск в Калининградска област) от пруско-швейцарски заселници от долината Ементал (кантон Берн). Имигрантите се опитали в новите територии да произведат Ементал по стари рецепти. Опитите да се повтори производството на Ементал довеждат обаче до получаване на качествено нов вид сирене, който впоследствие получава наименованието Тилзит по името на града. Първоначалните сгради на фабриката за сирене в Съветск все още са запазени.
От 1893 г. Тилзитер започва да се произвежда също и в Североизточна Швейцария, кантон Тургау въз основа на рецепти, донесени от гр. Тилзит.
Наименованието „Тилзитер“ не е защитена търговска марка, но швейцарският Тилзитер е регистриран под търговската марка Tilsiter Switzerland.

## Описание
Сиренето Тилзит е жълто, полутвърдо, с малки, неравни дупки (0,2-0,5 см диаметър). Има еластична текстура с характерни сметанов вкус и силен аромат. Произведеният в промишлени условия тилзит се прави от пастьоризано краве мляко, има масленост от 30 до 60% и тъмнокафява кора.
Произвежда се на цилиндрични пити с диаметър 25 см и средно тегло 4,5 кг.
Швейцарският Тилзитер се произвежда в 3 разновидности:
- зелена марка (green label) – обозначава Тилзитер, произведен от пастьоризирано мляко, с характерен мек вкус;
- червена марка – обозначава Тилзитер, произведен от непастьоризирано мляко, с пикантен вкус и остър аромат;
- жълта марка – обозначава Тилзитер, произведен от пастьоризирано мляко с добавена сметана.

Германският тилзитер има по-добри вкусови качества от швейцарския. Сиренето често включва в състава си кимион и черен пипер и се съчетава идеално с ръжен хляб и тъмни бири. Консумира се най-често в салати, разтопен в сосове, с картофи, тестени изделия и сандвичи.